# Джон де Вер, 13-й граф Оксфорд
Джон де Вер (англ. John de Vere; 8 вересня 1442 — 10 березня 1513) — державний і військовий діяч Англійського королівства, провісник політик початку династії Тюдорів.

## Життєпис

### Війна Червоної та Білої троянд
Походив з англійського аристократичного роду де Вер. Другий син Джона де Вера, графа Оксфорда, та Єлизавети Говард. Народився 1442 року. Здобув загальну домашню освіту. У лютому 1462 року батько, старший брат Обрі де Вір були засуджені за змову проти короля Едуарда IV. Обидвох було страчено. В результаті Джон став наступним графом Оксфордом.
18 січня 1464 року отримав дозвіл на в'їзд до родинних володінь. 26 травня того ж року став кавалером Ордену Лазні та призначений лорд-великим камергером і камергером королеви Єлизавети Вудвіл. У листопаді 1468 року він зізнався у змові з проти короля. за що заґратовано у Тауер. Був звільнений до 7 січня 1469 року, 5 квітня того ж року отримав загальне помилування. Одружився з донькою Річарда Невілла. графа Солсбері.
На початку липня 1469 року приєднався до незадоволених йоркістів на чолі зі своїм швагром — Річардом Невіллом, графом Ворвіком, і братом короля — Георгом, герцогом Кларенсом. 24 липня брав участь у битві при Еджкот-мурі, де повсталі здобули пеермогу. Але після поразки у битві на Лоскот-Філд 12 березня 1470 року він утік до двору Маргарити Анжуйської. У вересні того ж року він приєднався до графа Ворвіка та герцога Кларенса, що висадилися в Англії, які відновили Генріха VI на троні. 13 жовтня ніс державний меч перед останнім під час процесії до собору Св. Павла. Був призначений Верховним лордом-констеблем Англії, і як такий 15 жовтня засудив до страти Джона Типтофта, графа Вустера, який свого часу засудив до страти батька та старшого брата графа Оксфорда.
У березні 1471 року він завадив армії Едуарда IV висадитися в Норфолку та командував правим крилом у битві під Барнетом 14 квітня того ж року, завдавши поразки військам Вільяма Гастінгса. Втім зрештою супротивники короля зазнали тяжкої поразки. Джон де Вер, граф Оксфорд, втік до Шотландії з 40 латниками в супроводі братів, Джорджа і Томаса, а також віконта Вільяма Бомона. Звідти він поїхав до Франції, де зібрав кораблі та став займатися каперством. Його землі було конфісковано. 28 травня 1473 року здійснив невдалу спробу висадитися в Сент-Осайті в Ессексі. 30 вересня 1473 року він захопив гору Сент-Майклз в Корнуоллі, де його кілька місяців тримав в облозі Джон Фортеск'ю. Після того, як більшість його людей дезертували, а він був поранений стрілою в обличчя, Оксфорд був змушений здатися 15 лютого 1474 року разом зі своїми двома братами та Бомонтом.
Був ув'язнений у замку Гаммес поблизу Кале, де перебував до початку 1478 року, коли спробував втекти, але невдало. 28 жовтня 1484 року новий король Річард III наказав перевести його до Англії, але до того, де Вер утік за допомоги Джеймса Блаунта, капітана залоги Гаммеса. За цим приєднався до Генріха Тюдора, графа Річмонда. 1485 року в битві при Босворті керував авангардом. На знак перемоги Тюдора замовив будівництво церкви Св. Петра і Св. Павла в Лавенгемі (Саффолк).

### На службі Генріху VII
Новий король повернув де Веру йому маєтки та титули. 21 вересня призначається лорд-адміралом та головним стюардом герцогства Ланкастер на південь від Тренту, 22 вересня — констеблем Лондонського Тауера, невдовзі — першим капітаном гвардії йоменів (нової структури для охорони короля, особистої гвардії). Незабаром увійшов до складу Таємної ради та отримав посаду лорд-великого камергера з правом передати її в спадок. 1486 року став кавалером ордену Підв'язки. Був присутній на більшості великих подій при дворі, а також був хрещеним батьком старшого сина короля Артура, принца Уельського у 1486 році.
У 1487 році командував авангардом у битві на Стоук-Філд, де остаточно було переможено армію йорксистів. За цим призначається мировим суддею графств Ессекс, Норфолк і Саффолк. Більшість шерифів та судів цих графств були його клієнтелою з родів Пастонів, Бедінгфілдів, Друрів, Шелтонів, Вроутонів, Кер'ю, Тіррелів. До самої смерті фактично мав статус віцекороля Східної Англії.
1492 року очолив війська у Пікардії. У 1497 році був одним із командувачів проти корнуоллських повстанців. 1499 року придушив повстання самозванця Перкіна Ворбека. 21 листопада 1499 року головував на суді над Едуардом, графом Воріком.
1506 року помирає його дружина. Невдовзі пошлюбив представницю роду Скрупів. Останні роки вимушений був протистояти Томасу Говарду, герцогу Норфолку, призначити на посади шерифів та судів своїх людей. Помер Джон де Вер 1513 року в замку Гедінгем, був похований в монастирі Колн. Оскільки не мав синів, його спадкоємцем став небіж Джон де Вер, другий син брата Джорджа.